# Plaiu Câmpinei
Plaiu Câmpinei – wieś w Rumunii, w okręgu Prahova, w gminie Șotrile. W 2011 roku liczyła 888 mieszkańców.